# Gil Semedo
Gil Semedo (25 oktober 1974) is een zanger, songwriter, entrepreneur en producer van Kaapverdische komaf. Hij is vanaf zijn zesde woonachtig in Nederland. Gil is een van de meest succesvolle artiesten in Portugees sprekend Afrika met meer dan 1 miljoen verkochte platen op zijn naam. Ook creëerde hij zijn eigen muziek genre 'Caboswing' (een mix van traditionele Kaapverdische muziekstijlen als coladeira, funaná en batuco gemengd met zouk, pop en r&b).

## Biografie
Semedo werd geboren op 25 oktober 1974 op het Kaapverdische eiland Santiago, maar hij emigreerde reeds op zesjarige leeftijd naar Nederland, waar hij nog steeds woont. In 1990 drong hij op vijftienjarige leeftijd door tot de finale van het Nederlandse tv-programma de Soundmixshow. Een jaar later, in 1991, bracht Gil zijn eerste single 'Menina' uit.

## Muzikale carrière

### 1991-93: Menina en Caboswing
In 1991 bracht Gil zijn eerste single 'Menina' en zijn gelijknamige debuutalbum uit met zijn groep Gil & the Perfects'. Na te hebben getoerd, bracht hij in 1993 zijn tweede album 'Caboswing' uit.

### 1994-95: Separadu en Verdadi
1994 zag de release van zijn derde album, ‘Separadu’, met hits als ‘Moda Bitchu’, ‘Suzy’ en ‘Bye Bye My Love’. Het daaropvolgende jaar bracht hij ‘Verdadi’ (‘Waarheid’) uit, met daarop het Batuco nummer ‘Maria Julia’.

### 1996-99: Bodona en Nos Lider
In 1997 releasete Gil ‘Bodona’, met daarop de hits ‘Flan’, ‘Nos Magua’ en het akoestische ‘Dor’. Twee jaar later bracht Gil zijn meest succesvolle album tot nu toe uit, 'Nos Lider' ('Onze Leider'), dat meer dan 100.000 keer over de toonbank ging binnen de eerste drie maanden van release. Het album bereikte gouden en platinum status in verschillende landen ter wereld. Eind 1999 raakte Gil betrokken in een tragisch incident waarbij hij 8 verdiepingen naar beneden viel van een hotel in Dakar, Senegal tijdens de opnames voor de video van zijn single 'Nha Namorada'. Wonderbaarlijk genoeg overleeft Gil de val, maar hij verliest wel zijn linkervoet als gevolg van het ongeluk.

### 2000-02: Best of 1991-2001 en Dedicaçon
In 2001 bracht Gil zijn eerste 'best of'-album uit. Het album had naast Gils grootste hits ook een exclusieve bonus track genaamd 'Obrigado' ('Bedankt'), waarin hij iedereen bedankte die hem had gesteund tijdens zijn revalidatie. Het album werd het best verkochte Kaapverdische album van dat jaar. Het jaar daaropvolgend bracht Gil 'Dedicaçon' uit met daarop verschillende hits zoals Fan No.1, Casa Ku Mi, Acreditan en de titeltrack Dedicaçon.

### 2003-07: Nha Vitoria en Best of Love
In 2003 bekijken meer dan 100.000 mensen Semedo's optreden live op het Gamboa Festival. Twee jaar later, in 2005, is Gils nummer ‘Lembra Tempo’ geselecteerd voor de soundtrack van de Portuguese bioscoop hit ‘Sorte Nula’, geregisseerd door Fernando Fragata. De film wint de award voor ‘Beste Cinematographie’ op het Boston International Film Festival. Na een vier jaar lange hiatus, brengt Gil in 2006 zijn 8ste studioalbum ‘Nha Vitoria’ (‘Mijn Overwinning’) uit onder lovende kritiek. Op het album deelt Gil een paar van zijn levenslessen die hij tot dan toe heeft geleerd en zingt hij over het te boven komen van obstakels.

### 2008-11: Cabopop en Sempri Lider
Zijn tiende studioalbum ‘Cabopop’ wordt uitgebracht in 2008. Het album bevat arrangementen van de Kaapverdisch-Senegalese componist Manu Lima en is opgenomen in Kaapverdië, Frankrijk en Nederland. Het album bevat de grote hit ‘Cherie Mon Amour'. Het elfde studioalbum ‘Sempri Lider’ is een duidelijke wending in muzikale richting en laat zien hoe Gil experimenteert met nieuwe sounds en ritmes. Gastoptredens worden verzorgd door de Angolese zangeres Yola Semedo, de Kaapverdische rapper Boss AC en de Braziliaanse zangeres Loalwa Braz (lead zangeres van de Frans-Braziliaanse Lambada group Kaoma).

### 2012-heden: Brazouka, Unplugged en samenwerkingen
In 2014 verzorgt Gil de muziek van een van de grootste dansshows van het WK Voetbal 2014 in Brazilië: Brazouka, dat is geschreven door actrice, producent en activiste Pamela Stephenson, geregisseerd door West End choreograaf Arlene Phillips en geproduceerd door Harley Medcalf. De productie vertelt het autobiografische verhaal van lambazouk danser Braz Dos Santos, die zelf ook optreedt in de show. De show gaat in première op het Edinburgh Fringe in augustus 2014 en doet vervolgens Zuid-Afrika en Australië aan. In 2015 maakt Gil ook bekend dat hij bezig is aan een nieuw album.

## Stichting
In 2014 kondigde Gil aan dat hij bezig is met het opzetten van zijn eigen stichting om schoolspullen en medische apparatuur naar gehandicapte kinderen in Kaapverdië te brengen. In 2015 plaatste Musicians without Borders een handgeschreven brief van Gil op hun social media waarin Gil zijn lof uitspreekt over hun werk.

## Bedrijfsleven
Na bijna 25 jaar actief te zijn in de muziekindustrie, besloot Gil in 2014 zaken in eigen hand te nemen en zijn eigen muziek label te starten. Gil zal de eerste artiest zijn die getekend wordt op het label en hij is van plan om andere (Afrikaanse) talenten te assisteren in hun loopbaan.

## Discografie

### Albums
- Menina (1991)
- Caboswing (1993)
- Separadu (1994)
- Verdadi (1995)
- Bodona (1997)
- Nos Lider (1999)
- Best Of Gil (2001)
- Dedicaçon (2002)
- Nha Vitoria (2006)
- Best Of Love (2007)
- Cabopop (2008)
- Sempri Lider (2011)

## Documentaires
- Énfrento O Bicho (1994)
- Exitos (1997)
- Alem Do Sonho (2007)

- Gemeinsame Normdatei: 1209277581
- International Standard Name Identifier: 0000 0004 6237 1245
- Library of Congress Control Number: n2019073662
- MusicBrainz: c03e186c-c7b3-4f7d-a609-96ee3d8b228a
- Virtual International Authority File: 830157771967448930008